# Mad Professor
Mad Professor (nascido como Neil Fraser, em 1955 em Georgetown na Guiana) é um músico de dub.
Também é um produtor de trip-hop, e um engenheiro de som conhecido por suas próprias produções em trabalhos remix para Massive Attack, Sade, Pato Banton, Nação Zumbi entre outros.

## História
Fraser ganhou o nome Mad Professor na infância, em sua vizinhança, pela sua fascinação pela eletrônica. Aos nove anos ele construiu um rádio a partir de sucatas. 
Em 1969, se muda para Londres, Inglaterra aos treze anos, e continua suas experiências com a eletrônica. 
Ele comprou um gravador semi-professional em 1975, mas não conseguia gravar com sincronia. Isso fez com que ele comprasse cada vez mais e mais equipamentos, e a partir de então começaram suas experiências com o dub nos anos subsequentes.